# Laura Shigihara
Laura Shigihara là một nhà soạn nhạc trò chơi điện tử, nhà phát triển game độc lập và ca sĩ người Mỹ gốc Nhật. Cô đã biên soạn âm nhạc và âm thanh cho trên 25 trò chơi, nhưng được biết đến nhiều nhất cô là chỉ đạo âm nhạc và âm thanh thiết kế cho trò chơi phòng thủ tháp Plants vs. Zombies của PopCap, công ty con của EA. Ngoài việc viết và thực hiện các phiên bản tiếng Anh của nhạc kết, "Zombies On Your Lawn", cô cũng viết và thực hiện phiên bản tiếng Nhật mang tên "Uraniwa ni Zon'bi ga". Shigihara còn lồng tiếng cho Sunflower trong World of Warcraft: Cataclysm. Cô cũng tham gia với Akira Yamaoka ra mắt album từ thiện "Play for Japan" cùng với các nhà soạn nhạc như Nobuo Uematsu và Yasunori Mitsuda.

## Tiểu sử
Shigihara, có mẹ là người Pháp gốc Mỹ và cha là người Nhật, lớn lên ở Mỹ và Nhật Bản. Cô được đào tạo piano bài bản từ lúc 11 tuổi, sau này tự học ghi-ta và trống. Thời sinh viên, cô đã được nhận một phiên bản cũ của Cakewalk mà sau này sử dụng để bắt đầu học về phối khí, sắp xếp để thiết kế lại các nhạc cho video game, đồng thời cũng sáng tác các bài hát riêng của mình. Sau khi một người bạn rò rỉ một bản thu của cô cho các công ty thu âm tại Nhật Bản, Shigihara đã được đề nghị các hợp đồng thu âm như một ca sĩ, nhưng kết thúc không được ký kết vì các lý do cá nhân.
Ngay sau khi quay trở về Hoa Kỳ, Shigihara đã nhận công việc làm giám đốc âm thanh cho một công ty sản xuất chương trình nói chuyện giao lưu và dạy tiếng Anh thông qua Apple Japan. Cô cũng phát hành một album và soạn nhạc trò chơi điện tử đầu tiên của mình là Wobbly Bobbly. Cô đã rất hào hứng làm việc với trò chơi này mà theo cô, trò chơi chỉ ra mắt miễn phí. Phía công ty cũng hứng thú với dự án này, đồng thời cũng mong muốn cô tiếp tục thiết kế âm nhạc cho một số dự án tiếp theo. Từ đó cô dần làm dày thêm thành tích của mình và làm việc với trên 25 tựa game trong đó nổi lên như Plants vs Zombies, Ghost Harvest, World of Warcraft, Minecraft và To the Moon. Khi rảnh rỗi, cô cũng đã phát triển một dự án âm nhạc cho game nhập vai là Melolune, và gần đây đã tham gia vào tổ chức từ thiện Akira Yamaoka với album "Play for Japan" trên hệ thống iTunes mà cô đã đóng góp một bài hát mà ban đầu mang tên là "Jump". Ngày 16 tháng 11 năm 2011, cô phát hành đĩa đơn "Cube Land" có liên quan tới game Minecraft và Plants vs. Zombies.
Cô cũng là nhà thiết kế game chẳng hạn như game nhập vai Rakuen.

## Danh sách đĩa nhạc
Danh sách đĩa nhạc của Shigihara gồm:
- "Cube Land" (Minecraft)
- To the Moon original soundtrack (Freebird Games) cùng Kan Gao
- "From the Ground Up" (Minecraft)
- "Celestial Beings" (Celestial Mechanica)
- Plants vs. Zombies: The Soundtrack (Plants vs. Zombies)
- "Blood Elf Druids" (World of Warcraft)
- Melolune: The Original Soundtrack Part 1 (Melolune, Game được thiết kể bởi Shigihara sử dụng RPG Maker XP engine)
- "My Blue Dream"
- "Everything's Alright" (To the Moon)
- Featured on C418's "Tsuki no Koibumi" (from One)[11]
- Featured on C418's "Tsuki no Koibumi 2" (from 148)[12]
- "First Day" (High School Story)
- "Aether C" (The Basement Collection)
- "Kami Kabuto Hero" (Rakuen)[13]
- "Wish My Life Away" (Finding Paradise)
- "Don't Forget" (Deltarune)